# Frankie (Lied)
Frankie ist ein Lied von Sister Sledge aus dem Jahr 1985, das von Denise Eisenberg Rich geschrieben und von Nile Rodgers produziert wurde. Es erschien auf dem Album When the Boys Meet the Girls.

## Geschichte
Auf dem Text kam Denise Eisenberg Rich im Jahr 1983, als sie auf dem Flug von den Vereinigten Staaten in die Schweiz geschlafen hatte. Sie schrieb das Lied über Frank Sinatra. In einem Interview erinnerte sich Kathy Sledge von Sister Sledge darüber hinaus an ein häufiges Missverständnis zum Hit: „Viele dachten beim Erscheinen des Songs, dass er sich auf Frankie Goes to Hollywood bezieht, aber Denise Rich schrieb den Song bezogen auf Frank Sinatra. Zu dem Zeitpunkt als wir den Song zum ersten Mal hörten waren wir mit den Arbeiten an unserem Album „When The Boys Meet The Girls“ schon fast fertig. Wir waren uns auch nicht ganz sicher, ob er zu uns passt oder nicht. Trotzdem gaben wir ihn an unseren Produzenten Nile Rodgers weiter, der ihn zunächst hasste. Eine Woche später kam er dann zu uns und sagte: Ich kann einfach nicht aufhören, diesen verdammten Song zu singen. Ihr müsst ihn definitiv aufnehmen! Und so geschah es dann.“
Dieses Lied stellt aufgrund der Musikrichtung einen deutlichen Kontrast zu den Disco-Nummern der späten 1970er wie He’s the Greatest Dancer und We Are Family dar. Die Veröffentlichung war am 31. Mai 1985, in Großbritannien und in Irland wurde der Popsong ein Nummer-eins-Hit. In Europa war das Lied deutlich erfolgreicher als in den Vereinigten Staaten and No. 15 Adult Contemporary. Mit 689.000 Exemplaren war es in Großbritannien die fünftbestverkaufte Single des Jahres 1985.

## Musikvideo
Zu Beginn des Musikvideos liefert ein Postbote Briefe aus. Er sortiert ein paar Briefumschläge und sieht ein Abbild der Sister Sledge, mit der er im Laufe des Videos oft konfrontiert. Sie belagern ihn an einer Tür, in dessen Schlitz er ein paar Briefe einwirft. Er trifft auf die Sister Sledge in einer Menschenmenge auch bei einem Basketballspiel und auch bei einem Reisebüro wird eine Illusion mit der Gruppe eingeblendet. Angekommen in einem Restaurant machen die Sister Sledge vor dem Postboten nicht halt, wie sich das auch in der Botique danach wiederholt. Anschließend in einer Bar angekommen trinkt er Bier, währenddessen bieten die Sister Sledge das Lied dar und er bemerkt das. Der Postbote geht zu ihnen hin, ein Wachmann stellt sich ihm in den Weg und wird von dem Postboten umgeworfen. Am Ende des Clips tanzen der Postbote und die Mitglieder von Sister Sledge gemeinsam auf der Bühne.

## Coverversionen
- 1988: James Last